# 고성 허원필 묘
고성 허원필 묘(固城 許元弼 墓)는 대한민국 경상남도 고성군 마암면 삼락리에 있는, 조선 전기의 무관인 송와공(松窩公) 허원필(許元弼, 1492-1529)의 묘역이다.
2010년 2월 4일 경상남도의 기념물 제271호 고성 삼락리 허원필 묘역으로 지정되었다가, 2018년 12월 20일 현재의 명칭으로 변경되었다.

## 개요
송와공(松窩公) 허원필(許元弼, 1492-1529)은 조선 전기의 무관이다. 성종～중종대에 용성군수 등 벼슬을 두루 역임하다가 1529년(중종 24년)에 사망하여, 그 묘를 현재의 삼락리에 두었다. 이러한 사실은 현지에 남아 있는 묘표나 묘갈의 기록과 다르지 않다.
묘역은 전면 축대와 뒤의 담장으로 둘러싸여 있는데, 축대와 담장 모두 얇은 판상(板狀)의 청석으로 쌓은 것이 특징이다. 담장으로 돌려진 묘역 전체의 범위는 30×30m 정도이고, 축대의 높이는 최대 2m, 담장은 1m 내외이이다. 그 안에 2기의 분묘가 나란히 있고, 그 사이에 묘표와 향로석이 일자로 놓여 있다. 내계석을 ㄷ자 모양으로 둘렀고, 각 1기씩의 상석이 놓여 있다. 내계석 앞에는 박석을 깔았다. 좌, 우에 각 1기의 망주석이 있고, 묘갈은 향 좌측에 위치한다. .
여러 특징으로 볼 때, 비록 이 분묘가 방형분의 외형을 갖춘 고급스러운 묘는 아니나 조선 전기 분묘의 구조적 특징과 부수되는 석조물의 조각수법 등을 파악하는 데에는 좋은 자료이다.

## 참고 문헌
- 고성 허원필 묘 - 국가유산청 국가유산포털